# بخش دموین (شهرستان بونی، آیووا)
بخش دموین (به انگلیسی: Des Moines Township) یک منطقهٔ مسکونی در ایالات متحده آمریکا است که در شهرستان بونی، آیووا واقع شده‌است. بخش دموین ۱۰۴٫۷۳ کیلومتر مربع مساحت و ۱۳٬۷۵۸ نفر جمعیت دارد و ۳۴۴ متر بالاتر از سطح دریا واقع شده‌است.